# Corriere dello Sport - Stadio
Le  Corriere dello Sport - Stadio  est un quotidien sportif italien basé à Rome. Il appartient au groupe Sport Network.

## Historique
Le Corriere dello Sport est créé le 20 octobre 1924 à Bologne. Il édite alors trois numéros par semaine. En 1927, la rédaction s'installe à Rome et la périodicité devient quotidienne.
Le 11 septembre 1977, le Corriere dello Sport absorbe le quotidien sportif Stadio, édité à Bologne depuis 1945. En 1978, le titre atteint ses ventes records : 752 000 exemplaires vendus en moyenne chaque jour. Le record sur un numéro date du lendemain de la finale de la Coupe du monde de football de 2006 : 2 302 808 exemplaires vendus.

## Directeurs
- 1942 : Alberto Masprone
- 1943 : Umberto Guadagno
- 1944 : Pietro Petroselli
- 1947 : Bruno Roghi
- 1960 : Antonio Ghirelli
- 1961 : Luciano Oppo
- 1972 : Mario Gismondi
- 1976 : Giorgio Tosatti
- 1986 : Domenico Morace
- 1991 : Italo Cucci
- 1995 : Mario Sconcerti
- 2000 : Italo Cucci
- 2002 : Xavier Jacobelli
- 2003 : Alessandro Vocalelli